# Cryptoblepharus litoralis
Cryptoblepharus litoralis là một loài thằn lằn trong họ Scincidae. Loài này được Mertens mô tả khoa học đầu tiên năm 1958.